# Populus wettsteinii
Populus wettsteinii är en videväxtart som beskrevs av Janchen. Populus wettsteinii ingår i släktet popplar, och familjen videväxter. Inga underarter finns listade i Catalogue of Life.